# Imunoglobulina humana combinada
Conhecida como imunoglobulina, a imunoglobulina humana combinada é produzida através da combinação de anticorpos IgG de milhares de doadores adultos. Como é um derivado de muitos doadores diferentes, a imunoglobulina contém anticorpos contra diferentes antígenos.
É indicada no tratamento pós-exposição do sarampo e hepatite A.